# Georg Demetrius von Kleist
Georg Demetrius von Kleist (* 22. Dezember 1822 in Rheinfeld; † 30. Mai 1886 ebenda) war ein preußischer Generalleutnant.

## Leben

### Herkunft
Georg Demetrius entstammte dem inzwischen erloschenen Zweig Rheinfeld der Linie Tychow-Dubberow des weitverzweigten, zum pommerschen Uradel gehörenden Geschlechts Kleist. Er war der Sohn von Georg Kaspar Otto von Kleist (* 8. Juni 1794 in Wendisch-Carstnitz; † 7. Dezember 1877 in Rheinfeld) und dessen Ehefrau Mathilde, geborene Zabockrycki (* 28. März 1802 in Kamlau; † 9. April 1868 in Rheinfeld). Sein Vater war Hauptmann der Landwehr und Landrat des Kreises Karthaus.

### Militärkarriere
Nach dem Besuch des Gymnasiums in Danzig trat Kleist als Offiziersbewerber am 9. Mai 1840 in das Westpreußische Kürassier-Regiment Nr. 5 der Preußischen Armee ein. Er wurde 1841 Portepeefähnrich. Nach der Offiziersprüfung wurde er am 9. Juni 1841 Secondeleutnant. 1851 wurde zum Premierleutnant und 1854 zum Rittmeister befördert. Danach wurde er am 30. Juni 1859 Eskadronchef. Es folgten mehrere Versetzungen: 1863 zum Ostpreußischen Kürassier-Regiment Nr. 3, dann 1864 zum Rheinischen Dragoner-Regiment Nr. 5 und schließlich unter Beförderung zum Major 1865 in den Generalstab. Während des Deutsch-Dänischen Krieges 1864 nahm Kleist an der Erstürmung der Düppeler Schanzen und dem Übergang nach Alsen teil. Im Krieg gegen Österreich 1866 kämpfte er bei Königgrätz. 1868 wurde er zunächst mit der Führung des 2. Pommersches Ulanen-Regiment Nr. 9 beauftragt, dann bald darauf am 22. März 1868 zum Kommandeur dieses Regiments unter gleichzeitiger Beförderung zum Oberstleutnant ernannt. Im Deutsch-Französischen Krieg 1870/71 zeichnete sich Kleist in der Schlacht bei Gravelotte, bei der Belagerung von Metz sowie der Zernierung von Verdun aus und erhielt für das Gefecht bei Château-Renault das Eiserne Kreuz II. Klasse.
1871 folgte seine Beförderung zum Oberst. Nachdem man Kleist am 14. März 1874 mit der Führung der 20. Kavallerie-Brigade beauftragt hatte, wurde er am 28. Mai 1874 zum Kommandeur der Brigade in Hannover ernannt. In dieser Stellung am 22. März 1876 zum Generalmajor befördert, wurde Kleist am 14. September 1878 für seine langjährigen Verdienste mit dem Roten Adlerorden II. Klasse mit Eichenlaub und Schwertern am Ringe ausgezeichnet. Kleist reichte seinen Abschied ein, der ihm am 13. Mai 1880 mit Pension unter Verleihung des Sterns zum Kronenorden II. Klasse gewährt wurde. Er wurde daraufhin am 22. Mai 1880 zur Disposition gestellt und erhielt am 12. Juni 1880 noch den Charakter als Generalleutnant verliehen.

### Familie
Kleist war seit dem 24. Oktober 1856 mit Adelheid Charlotte Ottilie Alexandrine Gräfin von Schlippenbach (* 15. Mai 1833 in Berlin; † 7. April 1916 in Rheinfeld), Tochter des preußischen Generalleutnants Ferdinand Graf von Schlippenbach, verheiratet. Aus der Ehe gingen ein Sohn und fünf Töchter hervor.